# Hilarimorpha bumulla
Hilarimorpha bumulla är en tvåvingeart som beskrevs av Webb 1974. Hilarimorpha bumulla ingår i släktet Hilarimorpha och familjen Hilarimorphidae.
Artens utbredningsområde är New York. Inga underarter finns listade i Catalogue of Life.